# Археофит

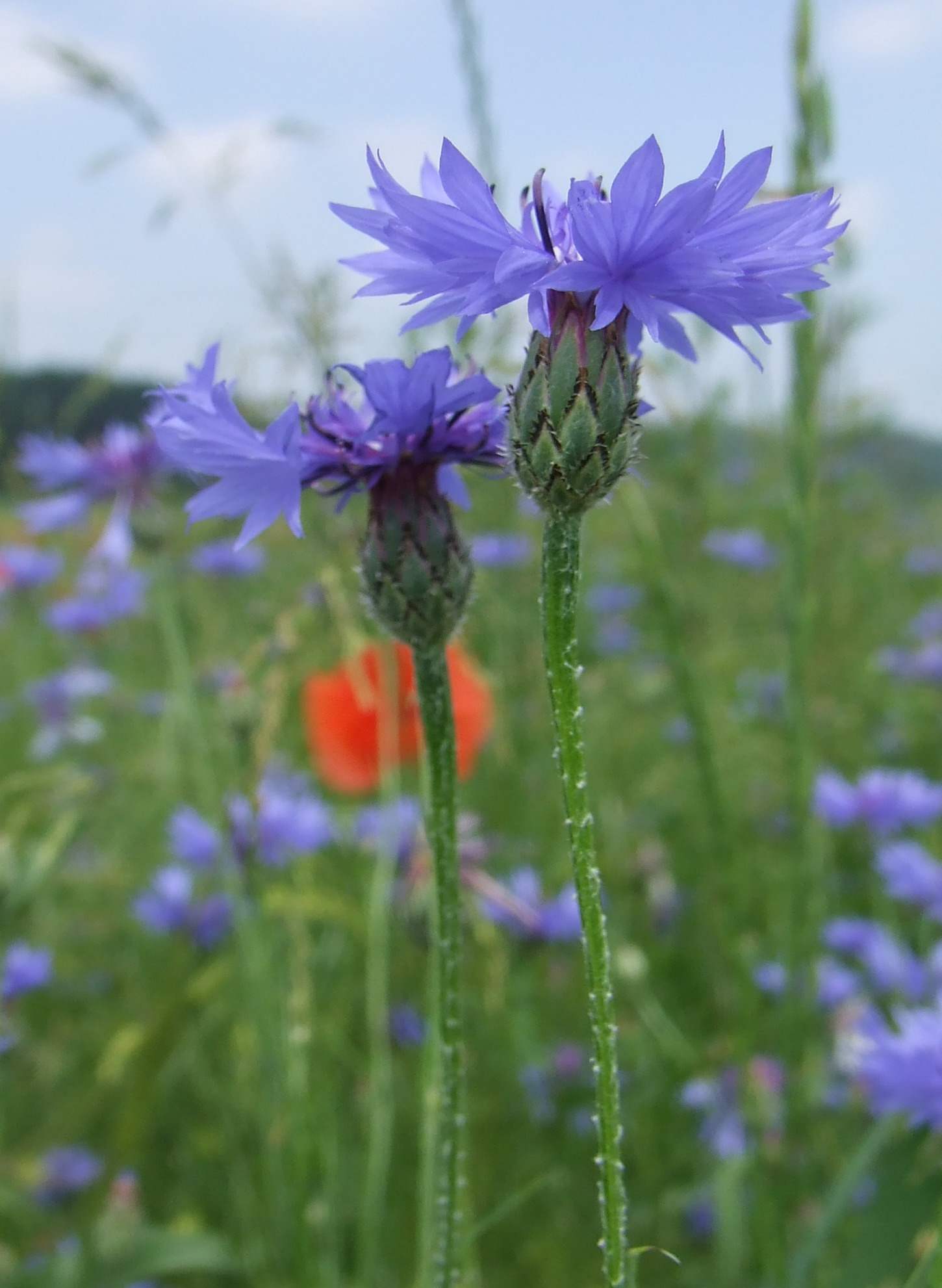
Василёк синий

Археофи́ты (от др.-греч. ἀρχαῖος — древний и φυτόν — растение) — чужеродные виды растений (обычно сорных), которые появились в местной флоре по археологическим находкам до 1500 года (в сравнении с неофитами). Термин был предложен швейцарским ботаником Мартином Рикли в 1903 году. Первоначально к археофитам относили растения, которые не существовали в регионе до появления человека. В 1911 году другой швейцарский ботаник Альберт Теллунг предложил понятие неофиты и к археофитам отнёс сорные растения, которые были обнаружены до второй половины XVI века, но, вероятно, не встречались в регионе до появления человека.
Типичные примеры: куколь, василёк синий, плевел опьяняющий.